# Броненосці берегової оборони типу «Еран»
Броненосці берегової оборони типу «Еран»
Тип «Еран»  - тип броненосців берегової оборони військово-морських сил Швеції. 

## Конструкція

### Виміри та швидкість
Довжина кораблів становила 87,48 метрів, мідель - 15 метрів, осадка - 5 метрів. Водотонажність становила 3 592 тони. Максимальна швидкість становила 17 вузлів (31 км/год.  

### Броня

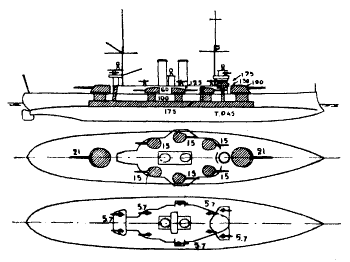
Схема розміщення озброєння та бронювання кораблів типу "Еран"

Броньовий пояс становив 18 см, броня башт - 19 см.

### Озброєння
Основне озброєння кораблів  становили дві 210 міліметрові гармати кожна в окремій башті. Допоміжне озброєння включало шість 152 міліметрових гармат та десять 57 мм гармат.

## Кораблі
Äran був закладений на корабельні Lindholmens у  Гетеборзі, спущений на воду 1902 року. Wasa був закладений на корабельні Bergsund  у Фіннебоді та також спущений на воду  1902 року. Tapperheten та Manligheten був закладений на корабельні Kockums у Мальме, спущений на воду 1904 року.
| Кораблі     | Спущено на воду  | Завершено      | Виведено зі складу флоту | Доля                                                  |
| ----------- | ---------------- | -------------- | ------------------------ | ----------------------------------------------------- |
| Äran        | 14 серпня 1901   | 7 вересня 1902 | Червень 1947             | Розібраний, 1961                                      |
| Wasa        | 29 травня 1901   | 6 грудня 1902  | Березень 1940            | Розібраний, 1961                                      |
| Tapperheten | 7 листопада 1901 | Квітень 1903   | Червень 1947             | Розібраний, 1952                                      |
| Manligheten | 1 грудня 1903    | 3 грудня 1904  | Лютий 1950               | Перетворений на понтон, 1956; fподальша доля невідома |

## Служба
Tapperheten налетів на скелі поблизу Стокгольма у січні 1914 року. Корабель був знятий з мілини шляхом підриву скель під ним, був відремонтований та повернувся до служби до кінця 1915 року.

## Див також
Броненосці берегової оборони типу «Торденскьольд» - придбані Норвегією у Великій Британії кораблі, для протистояння яким були побудовані броненосці берегової оборони типу «Еран»